# Viburnum melanocarpum
Viburnum melanocarpum är en desmeknoppsväxtart som beskrevs av Ping Sheng Hsu. Viburnum melanocarpum ingår i släktet olvonsläktet, och familjen desmeknoppsväxter. Inga underarter finns listade i Catalogue of Life.